# Heli Rantanen
Heli Rantanen, född den 26 februari 1970 i Lampis, är en finländsk före detta friidrottare som tävlade i spjutkastning.
Rantanen deltog vid VM 1991 där hon slutade på nionde plats. Hon deltog även vid Olympiska sommarspelen 1992 i Barcelona där hon slutade sexa. Vid VM 1995 i Göteborg slutade hon på fjärde plats.
Hennes främsta merit kom vid Olympiska sommarspelen 1996 i Atlanta där hon vann guld i spjutkastning med ett kast på 67,94. Guldet var det första som en nordisk kvinna vann i friidrott vid ett olympiskt spel.